# Březina (Jičíni járás)
Březina település Csehországban, a Jičíni járásban. Březina Podhradí, Ohaveč, Ostružno és Holín településekkel határos. Lakosainak száma 136 fő (2024. január 1.).

## Népesség
A település lakosságának változását az alábbi diagram mutatja:
| Lakosok száma | 135  | 141  | 147  | 112  | 67   | 97   | 113  | 117  | 131  | 136  |
|               | 1869 | 1900 | 1921 | 1961 | 1980 | 2011 | 2016 | 2019 | 2021 | 2024 |